# Bisdom Paterson
Het bisdom Paterson (Latijn: Dioecesis Patersonensis) is een rooms-katholiek bisdom met als zetel Paterson, in de Amerikaanse staat New Jersey. Het bisdom is suffragaan aan het aartsbisdom Newark. 

## Geschiedenis
Het bisdom werd opgericht op 9 december 1937, uit delen van het nieuw verheven aartsbisdom Newark. 

## Parochies
Het bisdom had in 2021 een oppervlakte van 3.143 km2 en telde 1.168.820 inwoners waarvan 37,4% rooms-katholiek was.

## Bisschoppen
- Thomas Henry McLaughlin (16 december 1937 - 17 maart 1947)
- Thomas Aloysius Boland (21 juni 1947 - 15 november 1952)
- James Aloysius McNulty (9 april 1953 - 12 februari 1963)
- James Johnston Navagh (12 februari 1963 - 2 oktober 1965)
- Lawrence Bernard Brennan Casey (4 maart 1966 - 13 juni 1977)
- Frank Joseph Rodimer (5 december 1977 - 1 juni 2004)
- Arthur Joseph Serratelli (1 juni 2004 - 15 april 2020)
- Kevin James Sweeney (15 april 2020 - heden)

## Galerij van afbeeldingen

Wapen van het bisdom
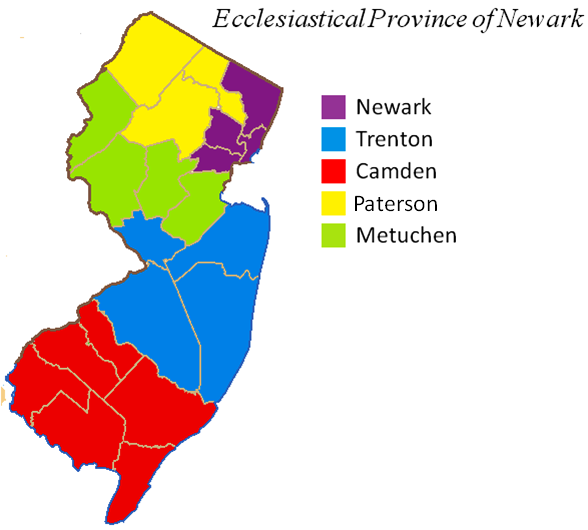
Kerkprovincie met aartsbisdom en suffragane bisdommen

Newark (aartsbisdom) · Camden · Metuchen · Paterson · Trenton